# Georges de Bourguignon
Georges Camille Marcel de Bourguignon (* 25. Februar 1910 in Sint-Lambrechts-Woluwe; † 31. Dezember 1989) war ein belgischer Fechter.

## Erfolge
Georges de Bourguignon gewann mit der Florett-Mannschaft bei den Weltmeisterschaften 1930 in Lüttich Bronze. 1947 wurde er in Lissabon mit dem Säbel sowohl im Einzel- als auch im Mannschaftswettbewerb Vizeweltmeister. Viermal nahm er an Olympischen Spielen teil: 1932 verpasste er in Los Angeles in den Einzelkonkurrenzen mit dem Florett und dem Säbel jeweils die Finalrunde. Vier Jahre darauf wurde er in Berlin mit der Florett-Mannschaft Fünfter, während er im Einzel den achten Platz belegte. Bei den Olympischen Spielen 1948 in London zog er mit der belgischen Florett-Equipe in die Finalrunde ein, die de Bourguignon gemeinsam mit André van de Werve de Vorsselaer, Henri Paternóster, Raymond Bru, Paul Valcke und Édouard Yves hinter Frankreich und Italien auf dem Bronzerang abschloss. Zudem war er Mitglied der Säbel-Mannschaft, mit der er als Vierter knapp einen weiteren Medaillengewinn verpasste. 1952 belegte er in Helsinki mit der Säbel-Mannschaft Rang fünf.